# How Do You Think I Feel
How Do You Think I Feel (Lit. "Cómo piensas que me siento") es una canción compuesta por Wayne Walker y Webb Pierce popularizada por Elvis Presley a partir de su grabación de 1956 para su segundo álbum "Elvis". Originalmente se trataba de un tema country aunque en la interpretación de Presley la canción es difícil de encasillar en un solo género ya que combina los elementos del pop, folk y country  La canción estuvo ligada a diversos álbumes y EP a lo largo de los años  e incluso llegó a ser el título de un álbum doble compilado en 2014 en las ediciones europeas. 

## Grabación
Presley grabó la canción durante las sesiones en el estudio 1 de Radio Recorders de Hollywood, California. El estudio tenía asignado a Steve Sholes como productor, sin embargo fue Elvis con solo 21 años de edad quien se puso al frente de la grabación, buscando junto a sus músicos tratando de lograr el sentimiento musical que previamente en 1954 en Sun Records los habían llevado a crear el estilo rockabilly. Presley a la vez que se encargó de seleccionar los temas que deseaba grabar.

### Músicos
- Elvis Presley - voz y guitarra acústica rítmica
- Scotty Moore - guitarra eléctrica
- Bill Black - contrabajo
- D. J. Fontana - batería

## Letra
La canción trata acerca del desencanto del protagonista por su pretendido amor, una muchacha a la que descubre engañándolo con falsas promesas de amor ya que ella es en verdad una callejera (gadabout)  alguien que despreocupadamente se dedica a salir sin comprometerse en profundidad con nada de lo que se supone debería de ocuparse. 
How do you think I feel?
Well, I know your love's not real
The girl I'm mad about
Is just a gadabout
How do you think I feel?

How do you think we stand?
Well, I know you've made your plans
But you've included three
And that's too much for me

How do you think I feel?

## Ediciones
- Elvis (álbum) RCA 1956
- Old Shep (EP) RCA 1956 [8]
- Strictly Elvis (EP) RCA Victor 1957 [9]
- Long Tall Sally (EP) RCA Victor 1964 [10]
- Elvis Presley – How Do You Think I Feel? - Serie "Elvis Presley Influence vol. 1"  Discograph 2014 [2]